# Strumadoretus suspectus
Strumadoretus suspectus är en skalbaggsart som beskrevs av Ohaus 1912. Strumadoretus suspectus ingår i släktet Strumadoretus och familjen Rutelidae. Inga underarter finns listade i Catalogue of Life.